# Nereis peruviana
Nereis peruviana är en ringmaskart som beskrevs av Ehlers 1868. Nereis peruviana ingår i släktet Nereis och familjen Nereididae. Inga underarter finns listade i Catalogue of Life.